# Claygate
Claygate är en ort och civil parish i Storbritannien.   Den ligger i grevskapet Surrey och riksdelen England, i den södra delen av landet, 22 km sydväst om huvudstaden London. Claygate ligger 34 meter över havet och antalet invånare är 6 492.
Terrängen runt Claygate är platt. Runt Claygate är det mycket tätbefolkat, med 3 022 invånare per kvadratkilometer. Närmaste större samhälle är Sutton, 9,8 km öster om Claygate. Runt Claygate är det i huvudsak tätbebyggt.